# Komunita Emmanuel
Komunita Emmanuel (francouzsky Communauté de l'Emmanuel) je katolické společenství patřící mezi tzv. nové komunity, které vznikaly po druhém vatikánském koncilu. Komunita vznikla okolo roku 1973 z modlitební skupiny katolické charizmatické obnovy. Jméno Emmanuel pocházející z hebrejštiny s významem „Bůh s námi“ přijali zakladatelé komunity na základě verše z Bible: „Hle, Panna počne a porodí Syna a dají mu jméno Emmanuel“ (Mt 1, 23).

## Historie
Kommunita Emmanuel začala vznikat v roce 1972. Založena byla v Paříži ve Francii v roce 1973 Pierrem Goursatem a Martinou Laffitte. Kolem nich se brzy shromáždilo několik set laiků, aby žili radikálněji milosti křtu a biřmování a dali se do služeb církve. Komunita se záhy rozšířila po celé Francii a dnes má na 12 000 členů ve více než 70 státech všech kontinentů.
Společenství je plodem katolické charizmatické obnovy a úcty k Nejsvětějšímu Srdci Ježíšovu. Duchovním centrem je Paray-le-Monial (místo zjevení Nejsvětějšího Srdce Ježíšova) a správní centrum sídlí v Paříži.
Pontifikální rada pro laiky komunitě Emmanuel v roce 1992 schválila Statuta a v roce 2009 ji uznala jako Mezinárodní veřejné sdružením věřících podle kanonického práva.

## Život komunity
Komunita Emmanuel sdružuje osoby, které mají stejné povolání zavazující žít svůj život podle vzoru prvních křesťanů, kteří byli „jednoho srdce a jedné mysli.“ (Sk 4, 32). Jednota členů komunity Emmanuel se vyjadřuje životem v bratrském společenství, které se utváří především na komunitních víkendech, v maisonnée (po domech), na společných formacích, ale také při společných službách soucítění a evangelizace.
Pilíře duchovního života komunity jsou adorace, soucítění a evangelizace.
Sdružuje všechny životní stavy: manžele, svobodné, zasvěcené muže a ženy i kněze. Podmínkou přijetí do komunity je dvouleté období rozlišování. Rozhodnutí angažovat se v komunitě na celý život se každoročně obnovuje.
Členové komunity Emmanuel se angažují v mnoha charitativních a misijních projektech. Provozují několik stálých misijních stanic (např. ve Východním Timoru, Vietnamu, Rwandě), zřídili několik evangelizačních škol ve Francii (Paray-le-Monial), Německu (Altötting), USA (New York), na Filipínách (Manila), založili a vedou kněžský seminář v Belgii (Dům sv. Josefa), dům pro nemocné AIDS (ve Francii). Organizují jednorázové evangelizační projekty: například farní misie, modlitbu SOS po telefonu, duchovní cvičení pro manžele, víkendy pro mladé.

## Historie v České republice
V 70. letech 20. století začaly v České republice spontánně vznikat malé modlitební skupinky. Na začátku 80. let někteří členové těchto skupinek prožili zkušenost vylití Ducha svatého. Převážně na Moravě to vedlo k velkému růstu společenství. Členové společenství si posléze začali uvědomovat nutnost hledání společné spirituality.
V průběhu 80. let se uskutečnilo náhodně několik ojedinělých setkání s komunitou Emmanuel, když se několika lidem podařilo vycestovat do zahraničí a navštívili Paray-le-Monial. Krátce po sametové revoluci navštívili na pozvání členové komunity Emmanuel z Francie Českou republiku a setkali se s členy modlitebních společenství na Brněnsku.
Po období rozlišování a se souhlasem brněnského biskupa Vojtěcha Cikrleho vstoupili v červenci 1990 do komunity Emmanuel první členové. Byli jimi Ludvík Kolek a Ludvíka Koukalová, kteří také se stali jejími prvními odpovědnými.
V červnu 1991 povolil Vojtěch Cikrle působení komunity Emmanuel v brněnské diecézi a ustanovil její administrativní centrum při farnosti sv. Tomáše v Brně.
K roku 2022 má komunita Emmanuel v České republice zhruba 160 členů rozdělených do tří sektorů (Morava-západ, Morava-východ, Vysočina-Praha).

## Logo
Logem komunity Emmanuel je ikona Marie, Matky Emmanuele. Tato ikona byla vytvořena k 40. výročí vzniku komunity Emmanuel v Jeruzalémě, v klášteře na Olivové hoře. Autorkou ikony je benediktinka M. P. Farran. Na ikoně je Panna Maria zobrazena jako orant – prosebnice. Na jejím klíně je Boží syn se svitkem Božího slova v ruce, tedy jako vtělené Slovo. Dítě jakoby vystupovalo z Matky – tím je znázorněno tajemství: „přijal tělo z Marie Panny“. Na horním okraji je vidět ruka Otce, který sesílá Ducha svatého v podobě holubice a žlutočervených kruhů. Pro komunitu je to Matka Emmanuele, Boha s námi, která svým gestem přímluvkyně přijímá komunitu pod ochranu.